# Brian Wallows and Peter’s Swallows
Brian Wallows and Peter’s Swallows («Ласточка» Брайана и ласточка Питера) — семнадцатая серия третьего сезона мультсериала «Гриффины». Премьерный показ состоялся 17 января 2002 года на канале FOX. В России премьерный показ состоялся 20 августа 2002 года на канале Рен-ТВ.

## Сюжет
Чувствуя себя одиноким на вечеринке с Питером, Кливлендом и Куагмаером, Брайан выпивает и садится за руль, за что и подвергается аресту. Его приговаривают к общественным работам: он должен ухаживать за старухой по имени Пёрл. Поначалу она сводит с ума Брайана своими придирками, но потом Брайан находит пластинку с её записями и понимает, что эта женщина в молодости была «королевой музыки». Он уговаривает её выйти с ним на улицу впервые за много лет. Выйдя из дома, та немедленно сбита грузовиком, оказывается в больничной койке и находится на грани жизни и смерти. Брайан искренне извиняется перед Пёрл, но та говорит, что этот день был лучшим в её жизни. Пёрл жалеет, что не сможет прожить жизнь с Брайаном, но сам Брайан успевает с помощью виртуальной реальности показать ей, какой бы была их счастливая жизнь. Пёрл умирает...
Тем временем Питер начинает отращивать бороду и в ней вскоре поселяется редкая ласточка, поэтому тот отказывается сбривать волосы. Ласточка высиживает в его бороде трёх птенцов, которых Питер вскоре отпускает на свободу.

## Создание
Автор сценария: Эллисон Эдлер
Режиссёр: Дэн Повенмайер
Приглашённые знаменитости: Мелора Хардин (в роли Пёрл).